# 刘晓为
刘晓为（1965年—），男，云南丽江人，中国天文学家，北京大学物理学院天文学系教授、博士生导师。教育部第二批长江学者特聘教授。

## 生平
1982年至1986年就读于北京大学地球物理系天体物理专业，获理学学士学位，同年进入中国科学院北京天文台攻读博士学位。1989年至1992年在德国慕尼黑欧洲南半球天文台学习，获理学博士学位。2006年参与组建北京大学科维理天文与天体物理研究所，先后任副所长、代所长。2017年参与组建云南大学中国西南天文研究所并任所长。

## 荣誉
2014年获国务院政府特殊津贴。